# Monasterio de Mor Hananyo

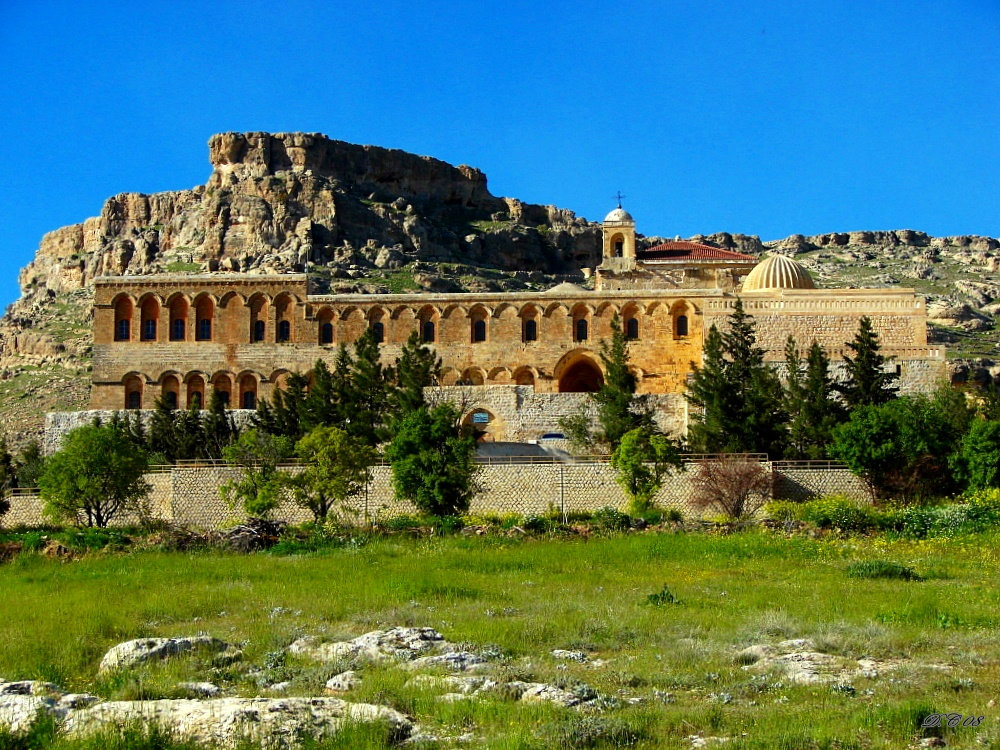
Monasterio de Mor Hananyo.

El monasterio de Mor Hananyo (en siríaco: ܕܝܪܐ ܕܡܪܝ ܚܢܢܝܐ - Dayro d-Mor Hananyo, Mor Hananyo Dayro o Kurkmo Dayro, en árabe: Deir ez-Za`faran, en turco: Deyrulzafaran Manastırı) conocido como el monasterio Azafrán es un monasterio ortodoxo siriano situado cerca de la ciudad de Mardin en Turquía. Está dedicado a San Ananías.

## Historia
El monasterio fue originalmente un templo dedicado a la adoración del sol, más tarde utilizado como una ciudadela por los romanos. Fundado en el siglo V o VI, fue refundado en el 793 como sede del obispado de Mardin.
Abandonado, fue fundado por tercera vez en 1125.
Fue la sede del Patriarcado de la Iglesia ortodoxa siria entre 1293 y 1924, y alberga las tumbas de cincuenta y dos patriarcas de la Iglesia Ortodoxa Autocéfala Siríaca Oriental. Los servicios están en arameo. De los sesenta mil cristianos arameos de la región en la década de 1960, solo quedan diez mil hoy en día, después de las persecuciones cometidas por los kurdos que los obligaron a huir.
Una expedición organizada en 1955 por el CNRS documentó un libro de Evangelio del siglo XIII perfectamente conservado.

## Arquitectura

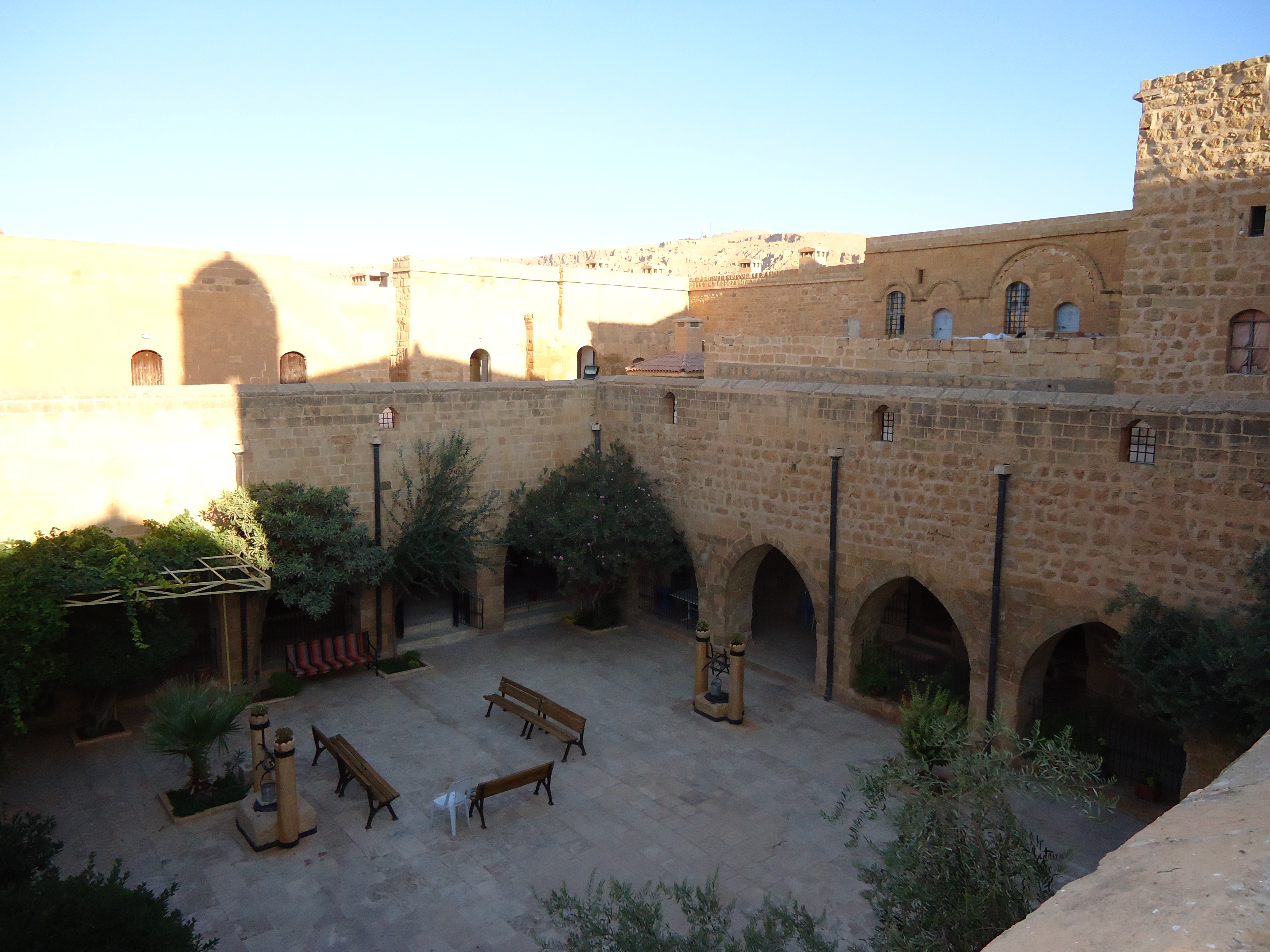
Patio interior

Contiene dos iglesias: la Capilla de Santa María y la Iglesia de San Ananías (Mor Hananyo), construida por los arquitectos sirios Teodosio y Teodoro entre 491 y 518.